# Libovice
Libovice (en allemand : Libowitz) est une commune du district de Kladno, dans la région de Bohême-Centrale, en République tchèque. Sa population s'élevait à 384 habitants en 2020.

## Géographie
Libovice se trouve à 6 km à l'ouest de Slaný, à 13 km au nord-nord-ouest de Kladno et à 35 km au nord-ouest de Prague.
La commune est limitée par Plchov et Kvílice au nord, par Kutrovice et Slaný au nord-est, par Tuřany au sud-est et au sud, par Řisuty au sud-ouest et par Jedomělice à l'ouest.

## Histoire
La première mention écrite de la localité date de 1250.